# Artur Staszewski
Artur Karłowicz Staszewski, ros. Артур Карлович Сташевский, wł. Artur Hirszfeld, ps. Wierchowski (ur. 24 grudnia 1890 w Mitawie (gubernia kurlandzka), zm. 21 sierpnia 1937 w Moskwie) – funkcjonariusz wywiadu wojskowego (Razwiedupr Sztabu Generalnego Armii Czerwonej) ZSRR, pierwszy rezydent wspólnej rezydentury INO i Razwiedupra w Berlinie (1921–1924) i szef siatki wywiadowczej w Europie Zachodniej, kierowanej przez tę rezydenturę, przedstawiciel handlowy ZSRR w Republice Hiszpańskiej w czasie wojny domowej w Hiszpanii (1936–1937).

## Życiorys
Pochodził z mieszczańskiej rodziny żydowskiej. Ukończył 4 klasy gimnazjum. Od 1906 członek SDKPiL, uczestnik rewolucji 1905 roku, w 1909 emigrował, pracował jako kuśnierz i farbiarz w fabrykach w Paryżu (1909–1914) i Londynie (1914–1917). W listopadzie 1917 powrócił do Rosji. Władał językiem rosyjskim, niemieckim, angielskim, francuskim i polskim.
Od 1918 członek RKP(b). Ukończył Lefortowską Szkołę Czerwonych Dowódców w Moskwie (maj 1918 – styczeń 1919). Po ukończeniu szkoły był komisarzem politycznym brygady w 4 dywizji strzelców, następnie komisarzem tej dywizji i naczelnikiem oddziału wywiadu Frontu Zachodniego pod nazwiskiem Artur Wierchowski. Organizator dywersyjnej Tajnej Organizacji Wojskowej, działającej na tyłach frontu polskiego.
Od stycznia 1921 do czerwca 1924 pierwszy rezydent wspólnej rezydentury wywiadu cywilnego (INO OGPU) i wywiadu wojskowego (Razwiedupr) w Berlinie, działał pod przykrywką sekretarza misji handlowej RFSRR. Szef siatki wywiadowczej w Europie Zachodniej kierowanej przez tę rezydenturę. W latach 1925–1935 pracował w ludowym komisariacie handlu zagranicznego ZSRR. Kierując państwowym syndykatem futrzarskim odbudował z sukcesem tradycyjny rosyjski eksport futer na Zachód. Pozostawał jednocześnie w dyspozycji Razwiedupru. 9 czerwca 1928 przedstawiony przez Jana Bierzina do nagrody w dziesięciolecie powstania Armii Czerwonej w grupie „agentury zagranicznej”.
Po wybuchu wojny domowej w Hiszpanii w październiku 1936 mianowany attaché handlowym (ros. torgpred) ZSRR w Republice Hiszpańskiej, należał do czerwca 1937 do koordynujących zaangażowanie ZSRR i jego tajnych służb w hiszpańską wojnę domową (obok Jana Bierzina, Władimira Antonowa-Owsiejenki i Aleksandra Orłowa). Był określany jako główny komisarz polityczny Stalina i organizował przerzut sowieckiej broni. Krytyczny wobec metod stosowanych przez NKWD.
Po rozpoczęciu „wielkiej czystki” w ZSRR wezwany w czerwcu 1937 do Moskwy. Po przyjeździe, 8 czerwca 1937 aresztowany przez NKWD. 21 sierpnia 1937 skazany na śmierć przez Kolegium Wojskowe Sądu Najwyższego ZSRR z zarzutu o „udział w kontrrewolucyjnej organizacji terrorystycznej”, stracony tego samego dnia. Skremowany w krematorium na Cmentarzu Dońskim i tam też pochowany anonimowo.
Zrehabilitowany 17 marca 1956 postanowieniem Kolegium Wojskowego SN ZSRR.

## Odznaczenia
- Order Lenina (1932).
- Order Czerwonego Sztandaru (1922).